# モンベリアル
モンベリアール(Montbéliard、ドイツ名:メンペルガルト Mömpelgard )は、フランス東部のドイツ国境近くのブルゴーニュ＝フランシュ＝コンテ地域圏にある街。市の面積は15.01 km2、1999年の人口は27,570人。フランスサッカーリーグのリーグ・アンに所属するFCソショー・モンベリアルの本拠地。

## 歴史
985年に"Mons Beliardae"として最初に文書に登場した。11世紀に神聖ローマ帝国に属するモンベリアール伯領が成立した。
15世紀から18世紀まで、ドイツのヴュルテンベルク家が領有した町であった。ヴュルテンベルク家の保護を受け、フランスでも数少ないルター派の牙城であった。

## 経済
- プジョーとその関連工場の一部がモンベリアルにある。

## スポーツ
- FCソショー＝モンベリアル - スタッド・オーギュスト＝ボナールをホームスタジアムとするサッカークラブ。

## 姉妹都市
- グリーンズボロ（アメリカ合衆国ノースカロライナ州）
- ルートヴィヒスブルク（ドイツ）

## 著名な出身者
- マリア・フョードロヴナ　-　ロシア皇帝パーヴェル1世皇后
- ジョルジュ・キュヴィエ - 博物学者
- フレデリック・キュヴィエ - 動物学者、ジョルジュの弟
- フランク・ダラボン　-　映画監督
- ドミニク・ヴォワネ　-　政治家